# Porella rotundirostris
Porella rotundirostris is een mosdiertjessoort uit de familie van de Bryocryptellidae. De wetenschappelijke naam van de soort is voor het eerst geldig gepubliceerd in 1990 door Liu.